# Jacques Legrand (philatéliste)
Pour les articles homonymes, voir Jacques Legrand et Legrand.
Le docteur Jacques Amable Legrand, né le 29 août 1820 et mort le 6 juin 1912, a été l'un des premiers collectionneurs français de timbres du XIXe siècle, mais également l'un des premiers organisateurs de la philatélie naissante. Il utilisait le pseudonyme de « Docteur Magnus ».
Il participa activement à la revue Le Timbrophile de Pierre Mahé et inventa l'odontomètre instrument nécessaire à la détermination de la dentelure des timbres.
Il livra par ailleurs un combat (perdu), pour désigner l'activité des collectionneurs du nom de « Timbrologie », plutôt que sous l'appellation de « philatélie » lancée par Gustave Herpin et défendue par Arthur Maury. Ce dernier estimait en effet qu'en raison de son étymologie grecque (ou prétendue telle, car « philotélie » eût été plus exact), cette désignation était la mieux à même d'être reprise dans le monde entier.
Jacques Legrand est l'un des fondateurs, le 14 juin 1875, de la Société française de timbrologie, dont il fut le premier secrétaire, tandis qu'Arthur de Rothschild en devenait le président. Malgré la référence à la « Timbrologie » dans le nom de cette association, Maury en fut membre, comme le peintre Gustave Caillebotte.
Comme son nom l'indique il était très grand.

## Principaux ouvrages
- Les Écritures et la légende des timbres du Japon, Bruxelles, Moens, 1878, 43 p., illus. in-8°.